# Portezuelo
Portezuelo és un municipi de la província de Càceres, a la comunitat autònoma d'Extremadura (Espanya). És a la falda nord de la serralada Oretana al nord de Càceres. Limita amb els municipis de Portaje i Torrejoncillo al nord; Pedroso de Acim i Cañaveral a l'est; Garrovillas de Alconétar al sud; i Acehúche i Alcántara a l'oest.

## Història

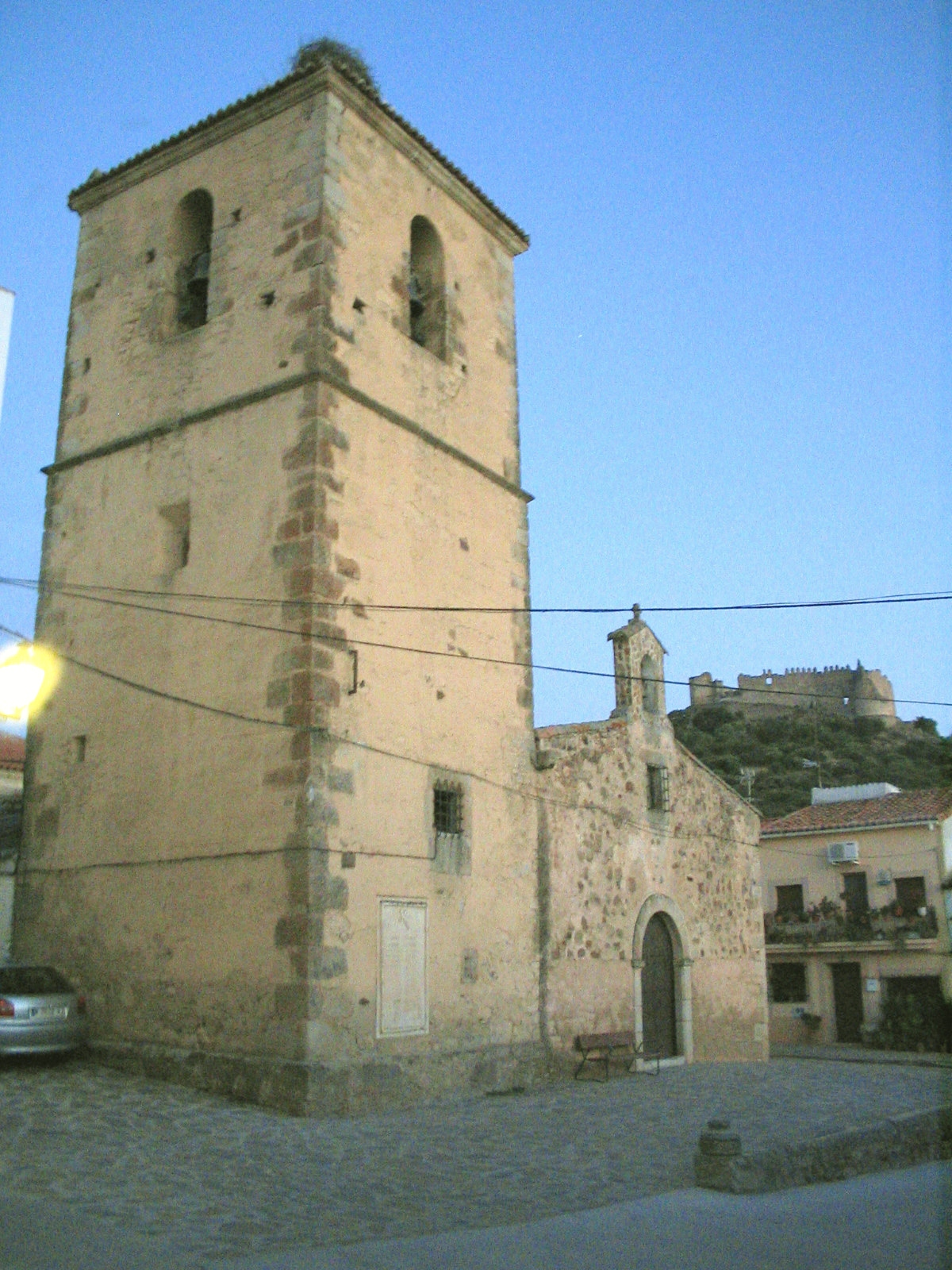
Església de Santa Maria de Portezuelo i Castell de Portezuelo al fons

L'origen de la població és encara desconegut, si bé se sap que la zona va estar habitada des de la prehistòria, ja que en els seus voltants s'hi han trobat dòlmens. També es té constància que a prop del lloc geogràfic que avui ocupa el poble va haver-hi assentaments miners romans. Posteriorment, es tenen indicis que en l'època visigoda va haver-hi una poblament al turó proper de Macailla, per la qual cosa una de les hipòtesis que té més força és fossin els habitants d'aquest poblament els que es van traslladar als voltants del castell de Portezuelo una vegada que es va construir, als voltants del segle xii.
A la caiguda de l'Antic Règim la localitat es constitueix en municipi, dins el Partit Judicial de Garrovillas.

## Economia
La principal activitat econòmica de la localitat és la ramaderia. La gran quantitat d'alzines i sureres que envolten la vila permet l'explotació de deveses dedicades al bestiar boví, porcí, oví i caprí. A més, als seus voltants se situen nombroses hortes que fan que l'agricultura sigui també molt important per a la localitat.

## Llocs d'interès
- Castell de Portezuelo, del segle xii, reformat al segle xvi.
- Església de Santa María, del segle xvii amb modificacions del segle xviii. És l'església parroquial de la vila.
- Ermita del Cristo, del segle xvii.
- Ermita de Santa Ana, al nord del municipi.
- Diverses creus de terme

## Festes
- Santos Mártires, San Sebastián y San Fabián, 20 de gener.
- Las Candelas, 2 de febrer.
- Romería, dilluns de Pasqua.
- Ntra Sra. de la Asunción, 15 d'agost.
- Cristo del Humilladero, 14 de setembre.